# Зайченко, Семён Яковлевич
Семëн Яковлевич Зайченко (укр. Семен Якович Заїченко; 10 июня 1930, с. Орлик, Кобелякский район, Полтавский округ, Украинская ССР, СССР — 1973, Донецк, Донецкая область, Украинская ССР, СССР) — советский украинский государственный и партийный деятель. Член ЦК КП Украины (1971—1973). Депутат Верховного Совета СССР VIII созыва.

## Биография
Родился 10 июня 1930 в селе Орлик Кобелякского района Полтавского округа Украинской ССР (ныне село в составе Кобелякской городской общины Полтавского района Полтавской области Украины), в семье служащих.
В 1953 году окончил Днепропетровский горный институт по специальности «горный инженер».
Трудовую деятельность начал начальником вентиляционной шахты, потом главным инженером вентиляционной шахты в Сталинской области.
В 1954—1960 гг. — помощник главного инженера треста «Советскугля» Сталинской области; главный инженер, начальник шахты «Ново-Калиново»; начальник шахты «Капитальная» в городе Макеевка Сталинской области.
С 1955 года стал членом КПСС.
В 1960 — 1962 г. — 1-й секретарь Центрально-Городского районного комитета КПУ города Макеевки Донецкой области.
В 1962 — 1969 г. — инспектор ЦК КПУ.
В августе 1969 — 15 августа 1973 г. — 1-й секретарь Волынского областного комитета КПУ.
Покончил жизнь самоубийством.